# Tkalci
Tkalci je naselje u Republici Hrvatskoj, u sastavu Grada Krapine, Krapinsko-zagorska županija.Stare obitelji koje čine većinu stanovništva koriste i stare obiteljske nadimke kao što su Cocaki, Čaljaki, Trikraljski, Drvenčeki...  

## Stanovništvo
Prema popisu stanovništva iz 2001. godine, naselje je imalo 406 stanovnika te 125 obiteljskih kućanstava.
| broj stanovnika | 242   | 248   | 295   | 296   | 296   | 285   | 306   | 296   | 325   | 339   | 367   | 422   | 410   | 426   | 406   | 432   | 402   |
|                 | 1857. | 1869. | 1880. | 1890. | 1900. | 1910. | 1921. | 1931. | 1948. | 1953. | 1961. | 1971. | 1981. | 1991. | 2001. | 2011. | 2021. |

## Znamenitosti
- Kapela sv. Tri kralja, zaštićeno kulturno dobro